# Норне
Норне (Nornefeltet) — офшорне нафтогазове родовище в Норвезькому морі, розташоване за 80 км північніше від родовища Гейдрун.

## Опис

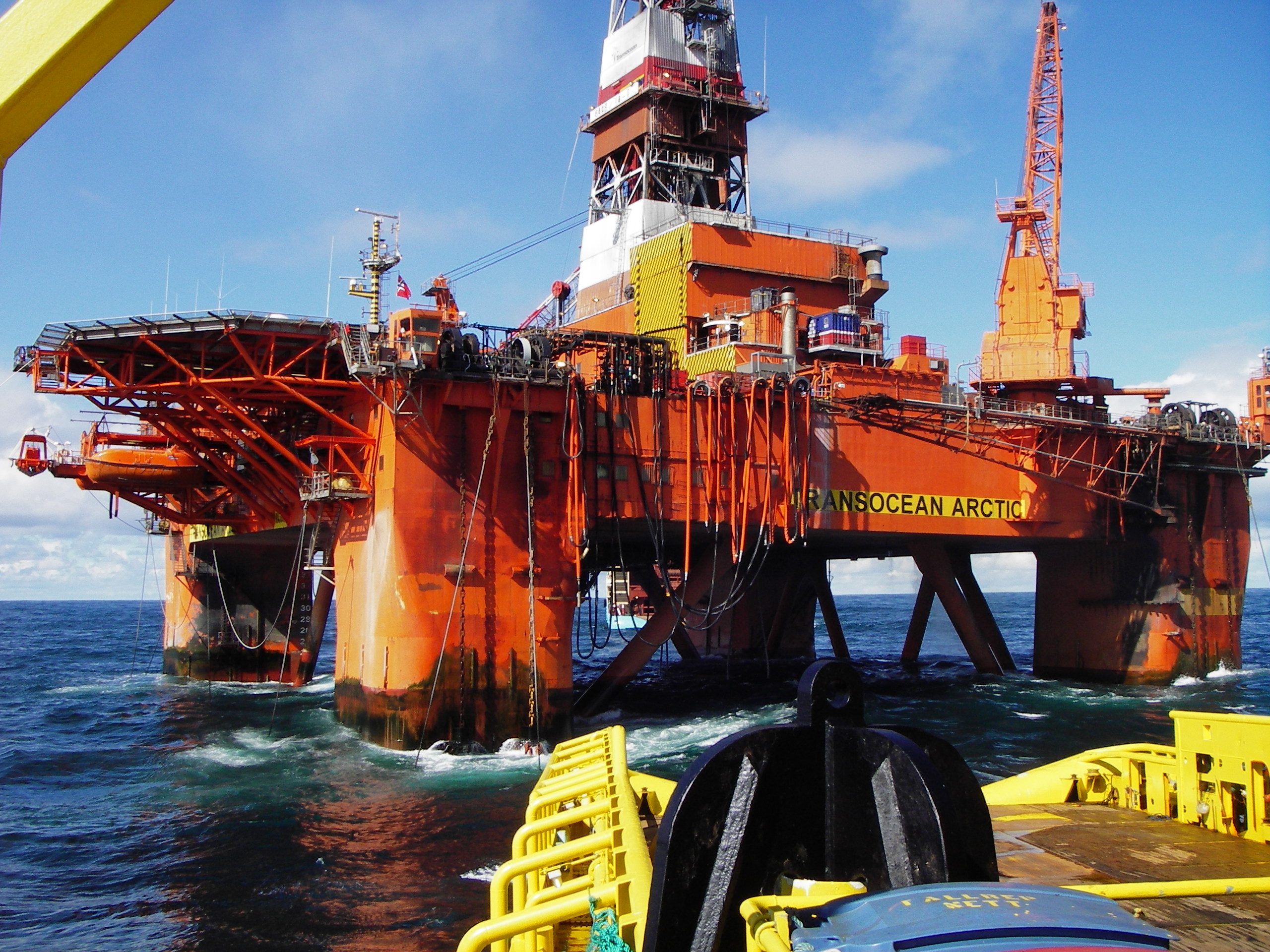
Бурова установка, що спорудила першу розвідувальну свердловину на Норне

Родовище виявили у 1992 році в районі з глибиною моря 374 метри за допомогою розвідувальної свердловини, спорудженої буровою установкою Ross Rig II (в подальшому носила назву Transocean Arctic). Пробурена до глибини у 3678 метрів, на рівні у 2500 метрів нижче морського дна вона пройшла через поклади вуглеводнів у пісковиках юрського періоду. Наступного року та ж установка спорудила невдалу оціночну свердловину, а в 1994-му інше напівзанурене судно Ross Isle (в подальшому Transocean Searcher) пробурило другу вдалу розвідувальну свердловину довжиною 2800 метрів, що так само знайшла вуглеводні в юрських відкладеннях. Етап розвідки завершився в 1995-му зі спорудженням Ross Isle другої оціночної свердловини.
Первісні видобувні запаси Норне оцінюються у 93,1 млн м3 нафти, 12,7 млрд м3 газу та 1,8 млн тонн зріджених вуглеводневих газів.

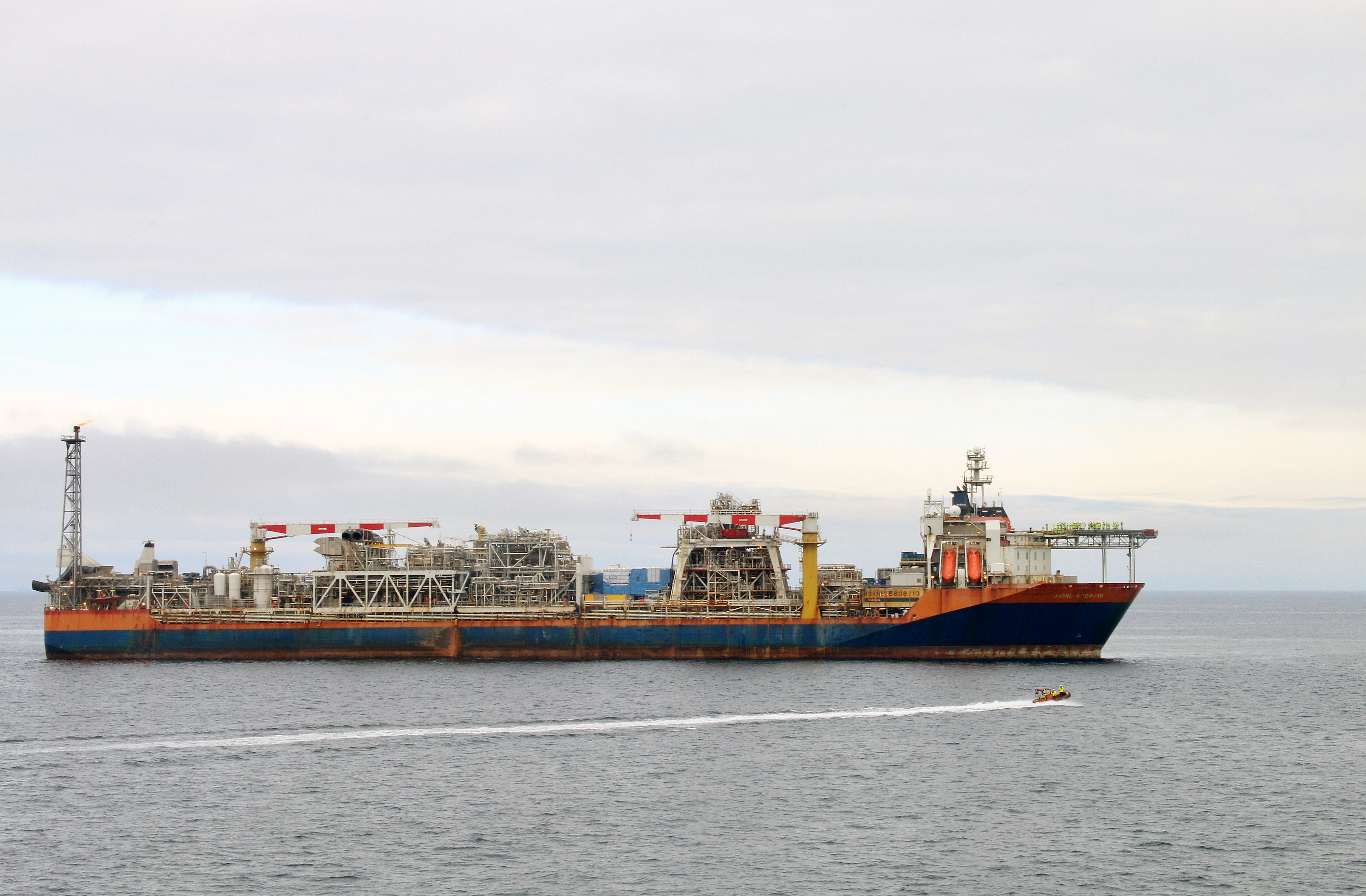
Плавуча установка з підготовки, зберігання та відвантаження нафти FPSO Norne

Розробка родовища, котра стартувала у 1997 році, здійснювалась за допомогою плавучої установки з підготовки, зберігання та відвантаження нафти FPSO Norne. Спершу до неї підключили п'ять підводних видобувних комплексів, розрахованих на 4 видобувні та/або нагнітальні свердловини кожен. Станом на середину 2010-х на Норне додатково встановили ще п'ять підводних видобувних установок, а загальна кількість призначених для розробки свердловин перевищила п'ять десятків. Збільшення нафтовилучення досягається за допомогою підтримки пластового тиску шляхом нагнітання води.
Отриману в процесі експлуатації нафту вивозять човниковими (shuttle) танкерами. Перші кілька років весь видобутий газ закачували назад у поклад, проте з 2001 року постачають газ споживачам через перемичку завдовжки 128 км та діаметром 400 мм до врізки в експортну систему родовища Асгард (планувалося почати поставки роком раніше, проте вони стартували з запізненням через затримку прибуття плавучого крану великої вантажопідйомності Maxita, який мав змонтувати запобіжні клапани вагою по 150 тонн).
Станом на 2017 рік родовище було в цілому розроблене — тут вже видобули 90,1 млн м3 нафти, 7,3 млрд м3 газу та 0,9 млн тонн зріджених вуглеводневих газів. Втім, у середині 2010-х вирішили подовжити розробку, первісно плановану на 20-річний термін, до 2030 року.
Також можливо відзначити, що до FPSO Norne станом на 2015 рік під'єднали ще п'ять підводних видобувних установок з невеликих родовищ-сателітів Алве, Урд, Скулд та Marulk.